# Phallostethidae
Phallostethidae es una familia de peces (Atheriniformes), cuenta con 4 géneros y 23 especies.

## Hábitat y características
Son peces pequeños, de no más de 3,5 cm de longitud, con cuerpos parcialmente translúcidos y boca protráctil.
Se encuentran en agua dulce y agua salobre, rara vez en el mar, distribuidos por Tailandia y las Filipinas.

## Clasificación
Phallostethidae se encuentra conformada por:
- Género Gulaphallus
  - Gulaphallus bikolanus
  - Gulaphallus eximius
  - Gulaphallus falcifer
  - Gulaphallus mirabilis
  - Gulaphallus panayensis

- Género Neostethus
  - Neostethus amaricola
  - Neostethus bicornis
  - Neostethus borneensis
  - Neostethus ctenophorus
  - Neostethus djajaorum
  - Neostethus geminus
  - Neostethus lankesteri
  - Neostethus palawanensis
  - Neostethus robertsi
  - Neostethus thessa
  - Neostethus villadolidi
  - Neostethus zamboangae

- Género Phallostethus
  - Phallostethus cuulong
  - Phallostethus dunckeri
  - Phallostethus lehi
  - Phenacostethus posthon

- Género Phenacostethus
  - Phenacostethus smithi
  - Phenacostethus trewavasae